# 莱姆库尔
莱姆库尔（法語：Lemmecourt，法語發音：[lɛmkuʁ] ⓘ）是法国大東部大區孚日省的一个市镇，属于讷沙托区。

## 地理
莱姆库尔（48°15'41"N, 5°44'12"E）面积1.78 平方千米，位于法国大東部大區孚日省，该省份为法国东北部内陆省份，北起默兹省和默尔特-摩泽尔省，西接上马恩省，南至上索恩省和贝尔福地区省，东临上莱茵省和下莱茵省。
与莱姆库尔接壤的市镇（或旧市镇、城区）包括：博夫勒蒙、然维洛特、朗达维尔。

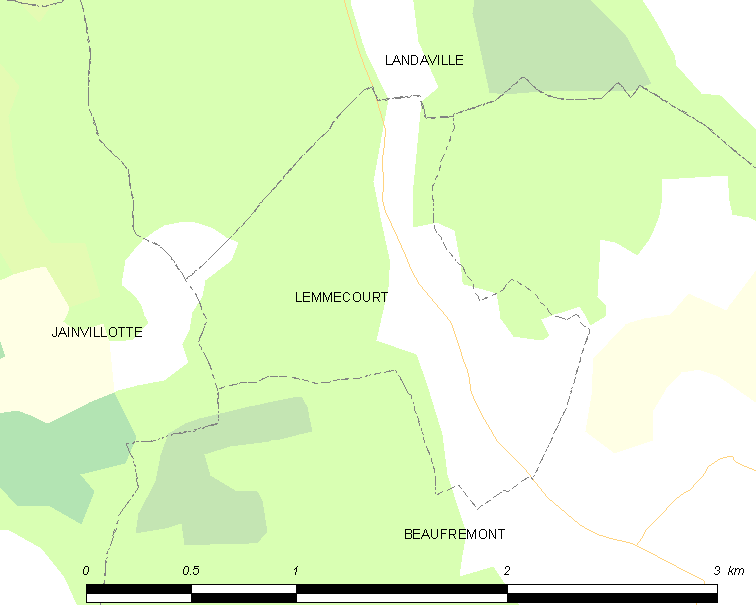
莱姆库尔的OSM定位图

莱姆库尔的时区为UTC+01:00、UTC+02:00（夏令时）。

## 行政
莱姆库尔的邮政编码为88300，INSEE市镇编码为88265。

## 政治
莱姆库尔所属的省级选区为讷沙托县。

## 人口

1962-2008年间莱姆库尔人口变化图示

莱姆库尔于2022年1月1日时的人口数量为24人。